# Associação de Voleibol do Sudão
A Associação de Voleibol do Sudão  (em inglêsːSudan Volleyball Association,SVA) é  uma organização fundada em 1972 que governa a pratica de voleibol em Sudão, sendo membro da Federação Internacional de Voleibol e da Confederação Africana de Voleibol, a entidade é responsável por  organizar  os campeonatos nacionais de  voleibol masculino e feminino no país.